# Крекінг-установка в Кертеху (Optimal)
Крекінг-установка в Кертеху (Optimal) — складова частина нафтохімічного майданчика, розташованого на східному узбережжі Малайського півострова.
Починаючи з 1980-х років, у Кертеху розвивається комплекс газопереробних заводів, що здійснюють підготовку продукції численних офшорних родовищ (включаючи розташовані у зоні спільної розробки між Малайзією та В'єтнамом, а також у територіальних водах Індонезії). Вилучення при цьому великих обсягів етану дозволило розвинути тут нафтохімічний напрям, який зокрема включає піролізну установку спільного підприємства малазійського енергетичного концерну Petronas, хімічної компанії Union Carbide (наразі належить Dow Chemicals) та південноафриканської Sasol Polymers (починала в галузі вуглехімії на майданчиках в Сасолбурзі та Секунді), котрим належить 64 %, 24 % та 12 % відповідно.
Потужність введеної в експлуатацію у 2001 році установки становить 600 тисяч тонн етилену та 90 тисяч тонн пропілену на рік. В подальшому етилен використовують для полімеризації у поліетилен низької щільності (255 тисяч тонн) та виробництва оксирану (385 тисяч тонн). Надлишок може постачатись заводу з виробництва мономеру вінілхлориду потужністю 400 тисяч тонн, запущеного в 2000 році СП все тої ж Petronas та японської Mitsui. Споживачем пропілену є завод бутанолу потужністю 140 тисяч тонн на рік.
Можливо відзначити, що неподалік розташована ще одна піролізна установка, споруджена Petronas за участі інших іноземних інвесторів.